# 북한민주화네트워크
북한민주화네트워크는 1999년 창설된 조선민주주의인민공화국의 인권 단체이다. 1999년 12월 10일 세계인권선언일을 맞이하여 조선민주주의인민공화국의 민주주의와 인권보장 실현을 목표로 하여 창립되었다.

## 활동
북한민주화네트워크는 과거 친북 활동을 하다가 1991년 소비에트 연방의 붕괴, 1990년 중반 조선민주주의인민공화국의 심각한 식량난으로 주민들이 굶어 죽어가고 있다는 현실을 접하고, 북한 주민의 인권과 민주주의 실현을 위해 우익으로 전향한 386세대들이 주축이 되어 활동해오고 있다고 창립의사를 밝히고 있다.
북한민주화네트워크는 지난 10여 년간 조선민주주의인민공화국의 실상을 국내⋅외에 전파하기 위해, 조선민주주의인민공화국의 닫힌 체제를 여는 열쇠라는 의미의 월간잡지 ‘KEYS’를 2000년 2월부터 2004년 12월까지 국문, 영문, 일문으로 통권 48호까지 약 2,000부를 북한전문가, 연구소, 학자, 정부기관 등에 발행하여 북한문제에 많은 관심을 갖게 하는 원동력이 되었다. 2007년부터 현재까지는 북한 내부소식 및 인권동향을 분석한 격월간 잡지 NK Vision을 발행해오고 있다.
또한 조선민주주의인민공화국 내부소식 및 조선민주주의인민공화국의 동향 과 정세 등을 알리기 위해 북한전문 인터넷신문 데일리NK를 2004년 12월 창간⋅운영해 오고 있다. 데일리NK는 인터넷신문 최초로 북한문제를 전문으로 하고 있어 국내⋅외 북한전문가, 연구소, 학자에게서 조선민주주의인민공화국 관련 정보를 가장 신뢰할 수 있는 사이트로 인정받고 있다. 또한 국문, 영문, 중문, 일문 4개국어를 서비스함으로써 국내뿐만 아니라, 해외에도 많은 독자층을 확보하고 있다.
더불어 북한민주화네트워크는 도서출판 시대정신을 운영하고 있다. 시대정신은 북한의 실상을 집중적으로 알리기 위해, 김정일 처조카 이한영의 수기, 김정일 친위대원 수기, 수용소 체험 수기와 황장엽 前조선노동당 국제비서의 회고록, 인간중심철학 및 이론서 등을 다수 출판하여 미개척 분야였던 북한관련 서적에 많은 관심을 불러 일으켰으며, 청소년들의 시각교정에도 많은 도움을 주었다.
(사)북한민주화네트워크는 조선미니주주의인민공화국 인권 문제에 대한 홍보활동뿐만 아니라, 교육사업에도 모든 노력을 다하고 있다. 향후 조선민주주의인민공화국 문제 해결의 중심이 될 인재양성 사업을 위해 ‘북한인권대학생아카데미’와 ‘북한민주화전문가과정’을 진행해오고 있으며, 북한의 개혁⋅개방의 가능성을 전망하고, 시장경제 활성화 방안 등 북한의 미래전략을 준비하는 ‘북한개방전략포럼’도 진행하고 있다
특히, 북한민주화네트워크는 조선민주주의인민공화국 문제 해결을 위해서는 국제사회의 노력과 공조가 중요하다는 인식하에 국제사회의 협력방안을 논의하기 위해 노력하였다. 국내에서는 처음으로 2005년도에 ‘북한인권국제대회-서울’, 2006년 ‘북한인권국제회의-브뤼셀, 로마’를 성공적으로 개최함으로써 무관심했던 한국사회에 북한인권 문제에 대한 새로운 이슈를 던져 조선민주주의인민공화국 인권운동의 대중화에 크게 기여하기도 하였다. 더불어 유엔인권선언 60주년을 맞이한 2008년에는 ‘2008북한인권국민캠페인’을 개최해 조선민주주의인민공화국 인권 문제에 대한 국민적 관심을 촉구했으며, 이를 계기로 국내⋅외 북한인권단체들의 활동을 활성화시키는데 크게 기여하였다. 또한 중국에서 내의 탈북자들에 대한 긴급구호지원, 인권개선을 위해 활동도 진행해오고 있다.

## 수상내역
- 국가인권위원회 '대한민국 인권상' (2009)[6]

## 조직 구성
주요인사는 다음과 같다.

### 이사장
- 유세희(이사장, 한양대학교 명예교수, 대통령 자문 통일고문회의 고문)

### 대표
- 한기홍(대표, 북한전문 인터넷신문 '데일리NK'고문, 도서출판 시대정신 대표)

### 이사
- 강철환(이사, 북한전략센터 대표, 조선일보 기자)
- 김윤태(사무총장, 성신여대 연구교수)
- 손광주(이사, 데일리NK 통일전략연구소 대표)
- 유호열(이사, (사)코리아정책연구원 원장)
- 이재원(이사, 대한변호사협회 인권위원, 변호사)

### 사무총장
- 김윤태(사무총장, 성신여대 연구교수)

## 주요 활동
북한의 인권개선과 민주화 실현을 위해 다양한 활동을 하고 있다.
- 국내외 북한민주화운동가 육성 및 지원
- 대북정보자유화 사업전개
- 북한인권,민주화 캠페인 전개
- 탈북자,국군포로,납북자 구출
- 북한 종교자유 촉구 활동
- 교육,홍보 및 연구보고서 작성
- 북한인권, 민주화네트워크 구축
- 교육사업 : 북한개방전략포럼 북한전문가세미나, 북한인권대학생아카데미
- 홍보사업 : 오프라인 잡지 발행, 메일링 서비스
- 국제사업 : 북한인권국제회의 개최
- 연대사업 : 북한인권단체, 탈북자단체와 북한인권 개선 위해 노력

## 주요 연혁
북한의 민주주의와 인권실현을 위해 걸어온 발자취이다.

### 1999
- 12.10 | 세종문화회관 대회의실에서 창립총회 개최

-300여명의 회원들이 참석하여 조혁, 이숭규, 정원용, 이승우, 김미영, 강신삼, 오경섭, 곽대중 등을 이사로, 심성구, 한기홍 등을 감사로 선출한 후 조혁을 이사장에 선임
-10개항의 북한민주화운동 강령과 창립선언문 채택
- 12.01 ~ 12.03 | ‘제1회 북한 인권 및 난민문제 국제회의’ 참석

-정치범수용소와 탈북 난민 문제에 대한 토론을 진행하고 ‘서울선언’ 채택
- 10.23 | 서울시 종로구 내자동 200번지에 창립준비위원회 사무실 마련

-사무국, 연구실, 홍보팀, 국제팀 등 실무체계를 세우고 6명이 상근활동 시작
- 10.19 | 대전 유성 청소년수련관에서 ‘(가칭) 북한의 인권실현과 민주주의를 위한 네트워크’ 결성 결의

-북한의 인권개선과 민주주의를 위해 활동하는 전문적 운동단체 결성 제안
-전 반미청년회 의장 조혁, 열린사회시민연합 교육정책위원장 이숭규, 희망공동체 전북연대 조직국장 오경섭, 시대정신 편집장 한기홍, 전 전대협 간부 김정수, 자유기고가 김미영 등이 참석하였고 조혁을 창립 준비위원장으로 선출

### 2000
- 12.19 | ‘길수가족구명운동본부’ 활동에 참여

-장길수 일가 UNHCR 난민지위 신청 지원활동
- 12.08 ~ 12.10 | 북한인권 국제워크숍 개최

-프랑스 북한인권운동가 피에르 리굴로 ‘사회사평론’ 편집장, 일본의 RENK 이영화 대표, 명지대 신율 교수 등 100여명 참석하여 북한 인권문제 토론
- 10. | 한기홍 운영위원장 취임
- 06.25 | KEYS 영문판(계간) 창간호를 발행하여 전 세계의 도서관, 북한전문가, 언론기관, 인권단체, 인권활동가 등에게 발송
- 04.18 | ‘납북자 송환을 촉구하는 한일 공동기자회견’ 개최
- 03.27 ~ 04.02 | 스위스 제네바에서 개최된 유엔인권위원회에 참석하여 유엔인권고등판무관심과 제네바 소재 주요 NGO 방문하여 납북자 관련 자료 제공
- 03. | ‘길수가족명운동본부’와 연대활동 시작
- 02.28 | 최우영씨가 주도한 ‘납북자가족모임’ 결성 적극 지원
- 02.15 | KEYS 창간호 발행

-북한 전문가, 연구소, 교수, 언론기관, 시민단체 등 2000여부 발송

### 2001
- 12.26 | ‘현단계 남북관계의 변화에 기초한 국제정세의 변화와 우리의 대응’이라는 주제로 북한인권포럼 진행
- 07.11 ~ 07.13 | ‘제2회 대학생 아카데미’ 개최
- 06. | ‘길수가족구명운동본부’ 활동에 참여

-장길수 일가 UNHCR 난민지위 신청 지원활동

### 2002
- 12.29 | 2002년 정기총회 및 송년회 개최
- 10.10 | 한일 납북자 단체 연석회의 참가하여 납북자 문제에 대한 정보교류 및 해결 촉구
- 09.26 | KEYS 일문판(계간) 창간호 발행하여 일본의 중의원, 도서관, 북한전문가, 언론기관, 인권단체 등에 발송
- 08.24 | 백두한라회와 친선 축구대회
- 5. | 장길수군 친척 일본영사관 난민지위 신청 지원활동
- 02.04 ~ 02.09 | 일본의 RENK와 공동 주관으로 북한인권개선을 위한 한일 자전거 순례 진행

-숙명여대, 성균관대, 선문대, 전북대, 원광대 등 한국 대학생 11명과 간사이 대학 일본 학생 3명이 "북한인권에 관심을 촉구하는 오사카 - 동경간 한일 청년학생 자전거 순례단"을 결성하고 2월 4일부터 8일까지 5일간 일본에서 자전거 행진을 진행
-2월 4일 '장길수군 그림 전시회'가 열리는 오사카 시립 나니와 인권문화센타에서 출발하여 600km의 강행군을 진행하고 8일 오후 동경에 도착
-2월 9일 동경에서 개최된 「제3회 북한인권?난민문제 국제회의」참석
- 01.21 | 통일부 비영리 사단법인 설립허가

### 2003
- 11.19 ~ 12.03 | 본 단체와 고려대 북한학연구소의 공동주최로 제3기 북한인권포럼 진행

-이동복 교수, 이춘근 자유기업원 부원장, 황장엽 상임고문이 김정일의 핵정책, 미국의 핵정책, 북한민주화 어떻게 가능한가를 주제로 강연함
- 10.17 | 종로구 체부동 18-5로 사무실 이전
- 10.11 | 북한민주화네트워크, 백두한라회, 탈북자동지회, 정치범수용소해체운동본부 공동 주최로 축구대회 개최
- 10.06 ~ 10.08 | 북한민주화 운동 활동가 양성을 위한 대학생 아카데미 개최, 약 20여명의 대학생들이 참가하였으며 나중에 ‘북한민주화학생연대’ 창립의 주역이 되었음
- 10.01 | 대북지원식량 분배 투명성 확보를 촉구하는 한일 공동기자회견 개최

-북한 장마당에서 한국에서 지원된 쌀이 거래되는 비디오 테잎을 공개하고 대북 식량지원의 분배투명성을 촉구함
- 08.12 ~ 08.14 | 북한인권실천 주간 선포

-300여명의 대학생 회원을 중심으로 ‘북한민주화대학생실천단’을 구성하여 서울 시내 지하철역 일대에서 북한의 인권문제를 알리기 위해 3만장의 유인물 배포
-13일 대학로 마로니에 공원에서 ‘북한 인권개선을 염원하는 콘서트’ 개최, 한나라당 최병렬 대표가 참석하여 북한인권 문제에 대한 입장 표명, 그리고 북한인권단체 대표들과 탈북자들이 참석하여 북한 인권 개선을 결의함
-14일 ‘북한민주화 촉구 대학생 자전거 선전활동’ 진행, 각 정당의 북한인권 개선을 위한 노력을 촉구하는 항의 방문 진행
- 07.10 | 개혁국민정당 당사 항의방문

-개혁국민정당 대표 김원웅 의원이MBC 생방송 『이슈&이슈』에 출연하여 북한인권단체 의 활동을 폄훼한 발언에 대한 사과 요구함
- 05.29 ~ 06.19 | 전북대학교 합동강당 103호 강의실에서 시민, 대학생 등 200여명이 참석하여 제2기 북한인권포럼 개최
- 05.03 | 서울 대학로 마로니에 공원에서 500여명의 대학생과 시민들이 참석한 가운데 ‘북핵 저지와 북한인권 실현을 위한 시민학생 결의대회’ 개최
- 04.26 ~ 04.27 | 본 단체 회원, 탈북자, 대학생 등 400여명이 참석하여 북한민주화 전진대회 개최
- 04.18 | 외교통상부 정문에서 대북인권결의안 표결불참 규탄 기자회견 개최
- 04.15 | 세실 레스토랑에서 북한인권단체들과 함께 ‘정부의 대북인권결의안 찬성촉구 기자회견’ 개최
- 03.23 | 북한인권포럼 개최

-법륜 스님이 ‘북한민중을 사랑한다는 것은 무엇인가’를 주제로 강연
- 02.13 ~ 03.13 | ‘다시 생각해보는 북한’이라는 주제로 북한인권포럼 진행
- 01.25 | 정기총회에서 2대 한기홍 이사장 선출

### 2004
- 12.09 | 북한민주화네트워크 창립 5주년 및 The DailyNK 창간 후원회
- 12월 27일 1시 국회의원회관 120호 회의실에서 통일부 ‘탈북자 수용정책 개선안’에 대한 북한인권단체 간담회 개최
- 09.14 | 롯데호텔 부근에서 ‘진경숙씨 송환을 촉구하는 선전활동’을 진행하여 북한인권 개선, 정부의 진경숙씨 송환노력 촉구, 북한 정권의 진경숙씨 조속한 송환 촉구 등 선전
- 05.08 | 백범기념관에서 본 단체 회원들, 북한인권운동가, 대학생, 탈북자 등 300여명이 참석하여 북한민주화전진대회를 진행함
- 03.23 | 청와대 앞 청운동 동사무소 앞에서 국가안전보장회의(NSC) 사무처 면담 및 ‘제60차 유엔인권위원회 북한인권결의안 찬성표결 정책 제안서’ 제출 기자회견 진행
- 01.19 | 안국동 느티나무 카페에서 데이빗 호크씨와 "감춰진 수용소" 출판 기자회견을 진행

### 2005
- 12.08 ~ 12.10 | [서울-북한인권국제대회]를 미국 내 인권단체 프리덤하우스와 국내 북한인권단체 공동 주최로 진행
- 09.21 ~ 12.01 | 대학생과 함께하는 新북한 바로알기 [2005년 제2기 북한인권포럼]개최
- 08.11 | 북한인권, 탈북자, 뉴라이트, 대학생단체 회원과 일반시민 500여명이 참석한 가운데 백범기념관에서 [광복60주년 북한인권개선촉구대회] 개최
- 07.12 | 北 청진 PC방 내부사진 첫 공개 관련 일본 북한인권단체 RENK와 공동 기자회견 개최
- 06.21 | 일본 정부의 대북원조 물자 장마당 판대현장 촬영 관련, 본 단체 사무실에서 일본 북한인권단체 RENK와 공동 기자회견 개최
- 05.13 ~ 05.14 | 경기도 시흥 새마을교육원에서 북한민주화네트워크, 북한민주화운동본부, 북한민주화학생연대 공동주최로 단체회원, 대학생, 탈북자들이 참석한 가운데 [북한민주화전진대회] 진행
- 04.20 | 북한민주화네트워크, 탈북난민보호운동본주 공동주최로 "탈북자 구출 브로커 문제 있나"라는 주제로 토론회 개최
- 03.23 ~ 05.24 | "대학생과 함께하는 新북한 바로알기" 2005년 제1기 북한인권포럼 개최

### 2006
- 12.21 | [NKnet 창립 7주년ㆍ데일리NK 창간 2주년 기념식] 및 "북한정권 붕괴 가능성과 김정일 이후의 한반도"라는 주제로 정책토론회를 전국은행연합회관에서 300여 명이 참석한 가운데 진행. 유세희 신임이사장 취임
- 12.13 | 미국 북한인권위원회의 탈북자 설문조사 결과를 분석하여 발간한 "탈북자 위기:인권과 국제사회의 대응"보고서 발표 기자회견 협조
- 12.10 ~ 12.14 | 일본에서 열린 [2006년 북조선인권침해주간]에 참석
- 11.14 | 정부의 유엔 북한인권결의안 "찬성" 표절 촉구 공동 기자회견 진행
- 11.03 | 미국 북한인권위원회의 [중국 내 탈북자 실태 조사 보고서 발표 기자회견] 협조
- 10.13 ~ 11.13 | 2006년 제2기 북한인권대학생포럼 총 7강을 진행
- 08.10 | 북한인권, 탈북자, 납북자, 뉴라이트, 대학생단체 회원과 일반시민 300여 명이 참석한 가운데 백범기념관에서 [8ㆍ15북한인권대회]개최
- 06.14 | '美ㆍ中 한반도 전략과 올바른 대북정책의 방향'을 주제로 [정책토론회]개최
- 04.22 ~ 04.30 | 미국 워싱턴DC에서 열린 [북한자유주간] 참석
- 03.22 ~ 03.23 | 벨기에 브뤼셀에서 열린 [제3회 북한인권국제회의] 참석
- 03.23 ~ 05.24 | [2006년 제1기 북한인권대학생포럼] 총 11강을 서울지역 대학 중심으로 진행
- 01.16 | 북한민주화네트워크, 미국 북한인권위원회는 [기아와 인권: 북한 기아의 정치학](도서출발 시대정신 발간) 한국어판 출간을 기념하여 공동저자인 마커스 놀랜드 박사와 함께 [기자간담회] 개최

### 2007
- 12.03 ~ 08.03.07 | 신(新)정부의 대북정책 제안을 위한 「북한인권정책협의회」결성 및 대표자회의 2회 개최
- 10. ~ 11. | 서울지역 대학을 중심으로 「북한인권대학생포럼」총 8회 진행
- 04.25 ~ 11.09 | 북한의 개혁·개방, 민주화 전략을 논하는 「북한개방전략포럼」4회 개최
- 06. ~ 12.31 | 최근 북한소식 동향을 담은 'NK Vision' 통권 1-4호 발행
- 05.21 ~ 05.22 | 미국 프리덤하우스와 북한인권국제포럼「6자 회담과 북한인권」이라는 주제로 국제회의 개최
- 04.30 ~ 07.19 | 북한인권 활동가 양성을 위한 「북한민주화전문가과정」총 4회 개최
- 01. | 유세희 이사장, 한기홍 대표, 손광주 이사, 이두아 이사, 강철환 이사, 김윤태 이사 취임

### 2008
- 10. ~ 11. | 대학생북한전문가아카데미 총 5회 진행
- 09. ~ 12. | NKnet 최신북한정보 ‘NK in&out' 7호 발송
- 09.22 ~ 09.26 | 유엔인권선언 60주년 기념, 「2008북한인권국민캠페인: 탈북고아에게 사랑을」국제행사 개최
- 09.23 | 북한인권법 제정의 필요성과 바람직한 추진방안에 관한 포럼 개최
- 08.21 ~ 12.08 | 북한의 시장경제 활성화 및 북한 내 정보자유 촉진방안을 모색하는 「북한개방전략포럼」2회 진행
- 07.15 | 금강산 피격사건에 관한 진상규명을 촉구하는 시민사회단체 공동 기자회견 진행
- 07.04 | 북한 식량난 관련, 진실과 해법을 모색해보는 긴급 세미나 진행
- 04.05 | 북한민주화네트워크, 북한민주화위원회를 비롯한 탈북자단체 4개 단체와 공동으로 「제1회 북한인권 등반대회」진행
- 01.08 ~ 01.25 | 신(新)정부의 북한인권정책 방향과 과제를 논하는 ‘북한인권정책협의회 포럼’ 2회 진행
- 01.01 ~ 12.31 | 최근 북한소식 동향을 담은 'NK Vision' 통권 5-9호 발행

### 2009
- 12.16 | (사)북한민주화네트워크 창립 10주년 및 (주)데일리NK 창간 5주년 기념식 진행
- 12.11 | '북한 화폐개혁의 의미와 전망'이라는 주제로 긴급세미나 진행
- 12.10 | 세계인권선언기념 「대한민국 인권상」수상
- 09.24 ~ 09.25 | '북한인권운동의 국제연대와 협력방안'이라는 주제로 「2009북한인권국제회의」개최
- 04.17 | 개성공단 한국인 인권 유린, 북한 규탄 공동 기자회견 진행
- 04.04 | 북한인권단체연합 공동 등반대회 진행
- 03.12 | '김정일의 후계구도 전망과 북한의 미래'라는 주제로 공동포럼 진행
- 02.18 ~ 05.12 | 북한의 개혁·개방, 민주화 전략을 논하는 「북한개방전략포럼」2회 진행
- 01.01 ~ 12.31 | 최근 북한소식 동향을 담은 'NK vision' 통권 10-15호 발행
- 01.01 ~ 12.23 | NKnet 최신북한정보 'NK in&out' 8~24호 발송

### 2010
- 10.21  | '북한의 인권개선과 민주주의 증진 전략'이라는 주제로 '2010북한인권국제회의' 진행(미국 워싱턴DC)
- 10.12 | '북한 권력구조 개편과 우리의 대북정책 방향'이라는 주제로 세미나 진행
- 06.17 | '참여연대의 UN안보리 서한 발송 의도와 문제점관련 긴급세미나' 진행
- 06.14 ~ 15 | 북한 반인도, 반평화 범죄 중단 촉구 국제회의 진행
- 05.30 | '북한의 천안함 격침 시민사회단체 규탄대회' 진행
- 05.24 | '북한의 천안함 격침을 규탄하는 시민사회지식인100인 선언' 기자회견 진행
- 04.27 | '북한정치범수용소의 반인권성'에 관련한 포럼 진행
- 04.23 | '천안함 침몰 전말과 우리의 대응방향'이라는 주제로 긴급 시국세미나 진행

### 2011
- 11.21 ~ 24 | '북한정치범수용소와 통영의 딸' 기획 전시회 개최(전북대)
- 11.17 ~ 18 | '북한정치범수용소와 통영의 딸' 기획 전시회 개최(대전역)
- 11.10 ~ 11 | '제1회 북한인권국제영화제' 개최(동국대 이해랑예술극장)
- 11.07 ~ 09 | '북한정치범수용소와 통영의 딸' 기획 전시회 개최(부산역)
- 10.26 ~ 11.01 | '북한정치범수용소와 통영의 딸' 기획 전시회 진행(인사동 서호 갤러리)
- 06.01 | '북한의 사이버테러 현황과 우리의 대응방안'이라는 주제로 긴급세미나 진행
- 05.23 | '북한 민주화와 주민의 알권리를 위한 토론회' 진행
- 04.18 | '제2차 북한인권법안 통과를 촉구하는 지식인 선언 및 기자회견' 진행
- 04.11 ~ 12 | 'P세대와 함께하는 북한인권법 제정 촉구 사진전' 진행(국회)
- 03.25 | "천안함 사건의 재조명과 우리의 안보의식"이라는 주제로 천안함 피격 1주기 추모 세미나
- 03.21 ~ 04.03 | '북녘에는 봄이 오지 않는다' 북한인권 사진전 개최
- 03.08 | '아랍 시민혁명과 북한 민주화 전망'이라는 주제로 긴급세미나 진행
- 01.01 ~ 12.01 | 통일·외교·안보 전문지 <월간 NK비전> 발행

## 같이 보기
- 데일리NK